# The Blooming Angel
The Blooming Angel è un film muto del 1920 diretto da Victor Schertzinger; la sceneggiatura si basa su Blooming Angel, un romanzo di Wallace Irwin pubblicato a New York nel 1919.

## Produzione
Il film fu prodotto dalla Goldwyn Pictures Corporation.

## Distribuzione
Distribuito dalla Goldwyn Distributing Company, il film uscì nelle sale USA l'8 febbraio 1920.